# Paul Vitanyi
Paul Michael Béla Vitányi (né le 21 juillet 1944) est un informaticien néerlandais, professeur d'informatique à l'université d'Amsterdam et chercheur au Dutch Centrum Wiskunde & Informatica.

## Biographie
Vitányi est né à Budapest d'une mère néerlandaise et d'un père hongrois. Il obtient son diplôme d'ingénieur en mathématiques de l'université de technologie de Delft en 1971 et son doctorat de l'université libre d'Amsterdam en 1978.
Vitányi est nommé professeur d'informatique à l'université d'Amsterdam et chercheur à l'Institut national de recherche en mathématiques et en informatique aux Pays-Bas (CWI) où il est boursier CWI. Il est professeur invité à l'université de Copenhague en 1978 ; associé de recherche au Massachusetts Institute of Technology en 1985/1986 ; Gaikoku-Jin Kenkyuin (professeur conseiller) à l'INCOCSAT de l'université de technologie de Tokyo en 1998 ; professeur invité à l'université de Boston en 2004, à l'université Monash en 1996 et au National ICT of Australia NICTA à l'université de Nouvelle-Galles du Sud en 2004/2005 ; professeur invité et professeur auxiliaire d'informatique à l'université de Waterloo depuis 2005.
En 2003, il est boursier CIO, en 2007, il est chevalier dans l'ordre du Lion néerlandais, et reçoit le prix Silver Core de la Fédération internationale pour le traitement de l'information (IFIP). En 2011, il devient membre de l'Academia Europaea.
Vitányi travaille sur les automates cellulaires, la complexité computationnelle, l'informatique distribuée et parallèle, l'apprentissage automatique et la prédiction, la physique du calcul, la complexité de Kolmogorov, la théorie de l'information et l'informatique quantique, publiant plus de 200 articles de recherche et quelques livres,,. En 2020, ses travaux sur la distance de compression normalisée sont utilisés dans 15 brevets américains et sur la distance Google normalisée dans 10 brevets américains.
Avec Ming Li (en), il est le pionnier de la théorie et des applications de la complexité de Kolmogorov. Ils co-écrivent le manuel An Introduction to Kolmogorov Complexity and Its Applications dont certaines parties sont traduites en chinois, russe et japonais. Le manuel reçoit le William Holmes McGuffey Longevity Award  de la Textbook & Academic Authors Association (TAA) (2020), et la traduction chinoise  reçoit le National Outstanding Scientific and Technological Book Award de la république populaire de Chine (1999).